# Uracil
Az uracil szilárd, kristályos vegyület, egyike az RNS-ben előforduló négy nukleobázisnak. A természetben is előforduló, gyakori pirimidinszármazék. Az RNS-ben az uracil két hidrogénkötéssel az adeninhez kapcsolódik, ezzel bázispárt képezve. A DNS-ben az uracil helyett timin szerepel. Az uracilon kívül az RNS másik három nukleobázisa az adenin, a guanin és a citozin, melyeket rendre A, G és C betűvel jelölnek, míg az uracil jele U.
Alberto Ascolinak sikerült először uracilt előállítani 1900-ban, élesztőgomba nukleinsavának hidrolízisével.
A Murchison meteorit szerves vegyületeinek 12C/13C izotóparánya alapján lehetséges, hogy nem csak földi körülmények között képződhetnek uracil, xantin és hasonló molekulák.
2012-ben a Szaturnusz rendszerben keringő Cassini űrszonda adatainak elemzése alapján a Titán felszíni összetétele is tartalmazhat uracilt.

## Etimológia
A név 1885-ből származik, Robert Behrend, német vegyésztől, aki húgysavszármazékokat próbált meg előállítani. Az uracil név az urea (karbamid) és acid (sav) összevonásából jött létre.

## Tulajdonságok
Az uracil heterociklusos, aromás vegyület, molekulája két szubsztituens ketocsoportot tartalmaz. Szerkezete planáris (vagyis egy síkban fekvő). Az uracil a timin demetilált formája, vagyis a timinnél jelenlévő metilcsoport hiányzik az uracilból. Az uracil tautomerei közül a keto (laktám) alak, a pirimidin-2,4(1H,3H)-dion a leggyakoribb.
Etanolban és dietil-éterben nagyon jól, vízben csekély mértékben oldódik.

## Fordítás
Ez a szócikk részben vagy egészben  az   Uracil című angol Wikipédia-szócikk ezen változatának fordításán alapul.  Az eredeti cikk szerkesztőit annak laptörténete sorolja fel. Ez a jelzés csupán a megfogalmazás eredetét és a szerzői jogokat jelzi, nem szolgál a cikkben szereplő információk forrásmegjelöléseként.